# Avesta och Krylbo
Avesta och Krylbo – miejscowość (tätort) w Szwecji, w regionie administracyjnym (län) Dalarna, w gminie Avesta.
Według danych Szwedzkiego Urzędu Statystycznego liczba ludności wyniosła: 11 949 (31 grudnia 2015), 16 498 (31 grudnia 2018) i 16 399 (31 grudnia 2019).